# Молен, Джералд
Дже́ралд Ро́берт «Джерри» Мо́лен (англ. Gerald Robert "Jerry" Molen; род. 6 января 1935, Грейт-Фолс, Монтана) — американский продюсер и актёр эпизодических ролей.

## Биография
Джерри Молен родился 6 января (по некоторым источникам — 20 сентября) 1935 года в городе Грейт-Фолс, штат Монтана (по некоторым источникам — в городе Дейтон, штат Огайо). Отец — Джеральд Ричард Молен, мать — Эдит Лорейн (Мейер) Баррис, несколько братьев и сестёр. Вскоре семья переехала в Северный Голливуд, где мать Джерри открыла кафе «Синяя луковица». Сам Джеральд работал автомехаником в одной из многочисленных киностудий, расположенных в районе.
Три года отслужил в морской пехоте.
29 июля 1954 года женился на Патриции Джейн Линдке, двое детей: Лорион Мари и Стивен Роберт.
С 1975 по 1981 год работал в транспортных отделах киностудий, с 1981 по 1991 год — в отделах управления продукцией. Впервые попробовал себя в качестве продюсера лишь в возрасте 50 лет, в то же время начал появляться в эпизодических ролях.
Джеральд Молен является активным членом Церкви Иисуса Христа Святых последних дней и противником режима Барака Обамы.

## Награды и номинации
- 1994 — «Оскар» в номинации «Лучший фильм» за ленту «Список Шиндлера».
- 1994 — BAFTA в номинации «Лучший фильм» за ленту «Список Шиндлера».
- Ещё четыре другие кино-награды и две номинации[5].

## Избранная фильмография

### Продюсер
- 1987 — Батарейки не прилагаются / Batteries Not Included (ассоциированный продюсер)
- 1988 — Яркие огни, большой город / Bright Lights, Big City (исполнительный продюсер)
- 1988 — Человек дождя / Rain Man (сопродюсер)
- 1990 — Дни грома / Days of Thunder (исполнительный)
- 1991 — Капитан Крюк / Hook[6]
- 1993 — В плену песков / англ. A Far Off Place (исполнительный)
- 1993 — Парк Юрского периода / Jurassic Park
- 1993 — Список Шиндлера
- 1994 — Флинтстоуны / The Flintstones (исполнительный)
- 1994 — Шалопаи / The Little Rascals (исполнительный)
- 1994 — Маленькие великаны / Little Giants (исполнительный)
- 1995 — Каспер / Casper (исполнительный)
- 1996 — Смерч / Twister (исполнительный)
- 1996 — Эффект спускового крючка / The Trigger Effect (исполнительный)
- 1997 — Парк Юрского периода: Затерянный мир / The Lost World: Jurassic Park
- 2001 — Глаз бури / англ. The Other Side of Heaven
- 2002 — Особое мнение / Minority Report
- 2012 — 2016: Америка Обамы / англ. 2016: Obama's America

### Актёр
- 1988 — Человек дождя / Rain Man — доктор Брюнер
- 1990 — Дни грома / Days of Thunder — доктор Уилхейр
- 1993 — Парк Юрского периода / Jurassic Park — Джерри Хардинг, ветеринар
- 1997 — Амистад / Amistad — судья
- 2001 — Глаз бури / англ. The Other Side of Heaven — Кумбс, президент
- 2002 — Поймай меня, если сможешь / Catch Me If You Can — агент ФБР